# Robin Swicord
Robin Swicord, née le 23 octobre 1952 à Columbia en Caroline du Sud aux États-Unis, est une scénariste, réalisatrice et productrice américaine. 
Elle est connue pour ses adaptations d'œuvres littéraires. Elle écrit le scénario du film Mémoires d'une geisha, d'après le roman Geisha d'Arthur Golden, pour lequel elle remporte le Satellite Award du meilleur scénario adapté en 2005. En 2008, son scénario du film L'Étrange Histoire de Benjamin Button, d'après la nouvelle éponyme de F. Scott Fitzgerald, est nommé pour l'Oscar du meilleur scénario adapté et le Golden Globe du meilleur scénario. Parmi les scénarios pour lequel elle est créditée figurent aussi notamment Les Quatre Filles du docteur March, Les Ensorceleuses, Matilda, La Famille Perez et Shag (en),.

## Biographie
Robin Swicord est née à Columbia en Caroline du Sud, elle est la fille d'Henry « Hank » Grady Swicord II, un homme d'affaires, et de Jean Carroll Swicord (née Stender). Le père de Swicord était dans l'armée, la famille déménageait donc souvent, elle passe une grande partie de son enfance à Barcelone, en Espagne, jusqu'à finalement s'installer en Floride. Elle a un frère, Steven Swicord.
Swicord explique qu'elle a toujours écrit durant son enfance, et que plus tard, comme elle a continué à le faire à l'université, elle est devenue intéressé par les scénarios parce qu'elle les trouve visuels par nature.
Elle est diplômée de l'université d'État de Floride, où elle obtient un double diplôme en anglais et en théâtre, avec une spécialité sur la scénographie. Pendant ses études, Swicord travaille comme photographe au journal de l'université, Florida Flambeau.

## Carrière
Après l'université, alors qu'elle est encore dans le nord-ouest de la Floride, Swicord réalise des courts métrages, finissant par obtenir un poste de réalisatrice industrielle à Atlanta, en Géorgie, pour IBM. La multinationale appréciant son travail, recommande Swicord pour un emploi dans leur agence de publicité à New York, où elle travaille comme rédactrice.
Avec d'autres anciens élèves de l'université d'État de Floride, ils créaient une troupe de théâtre, Swicord écrit et aide à produire deux pièces de théâtre. Merrily Kane, un agent, assiste à l'une des pièces et demande à Swicord si elle envisage d'écrire pour un film. Swicord lui transmet un script appelé Stock Cars for Christ qui est vendu à M-G-M, un travail qui exige qu'elle déménage à Los Angeles. Bien que le projet n'ait jamais été produit, elle est encadrée à M-G-M par Lynn Arost, une responsable du développement de l'entreprise qui, selon Swicord, lui a donné l'expérience et le temps pendant qu'elle apprenait à réécrire elle-même des scripts. Susan Froemke, une éditrice qui travaillait souvent avec les frères Maysles, devient également un de ses premiers mentors.
Elle fait ses débuts de réalisatrice avec le court métrage The Red Coat sorti en 1993, pour lequel elle a également écrit le scénario. Le film porte sur sa grand-mère et met en scène Teresa Wright et Bridget Fonda.
Pour le film Les Quatre Filles du docteur March, sorti en 1994, Swicord mène des recherches intensives dans les journaux personnels et les lettres de famille de Louisa May Alcott afin de recréer la période avec précision. Pendant plus de 12 ans, Swicord travaille avec la réalisatrice Amy Pascal pour développer le projet. Le studio voulait que Winona Ryder soit la vedette du projet, de sorte que la productrice Denise Di Novi, qui entretenait une relation de travail de longue date avec Ryder, rejoigne l'équipe en tant que productrice. Ryder voulait une réalisatrice, ce qui représentait un défi supplémentaire, car la liste des réalisatrices du studio était restreinte. Gillian Armstrong, qui était sur cette liste, est alors embauché au poste de réalisatrice.
Au cours du processus d'écriture de l'adaptation de La Famille Perez, sorti en 1995, Swicord apprend à connaître le monde de l'auteur, Christine Bell, à Miami.
Swicord travaille avec son mari, Nicholas Kazan, sur le scénario du film Matilda, sorti en 1996, adapté du roman éponyme de Roald Dahl, qui était un livre pour enfants que le couple aimait lire à leurs filles. La fille de Dahl, Lucy Dahl, reçoit l'approbation du script.
Pour le film Mémoires d'une geisha, sorti en 2005, Swicord travaille en collaboration avec le réalisateur Rob Marshall pour adapter le roman d'Arthur Golden. Bien que le projet ait été mené avec d'autres auteurs et réalisateurs et qu'il y avait beaucoup de versions précédentes du script, Swicord déclare qu'elle et Marshall ont commencé à partir de zéro. Swicord a pu utiliser les recherches originales de Golden et ses manuscrits non édités pour construire le scénario, qui a remporté un Satellite Award du meilleur scénario adapté.
Le premier long métrage de Swicord est Lettre ouverte à Jane Austen, sorti en 2007, dont elle est la scénariste et la réalisatrice. Le film est une adaptation du roman de Karen Joy Fowler, Le Club Jane Austen, publié en 2004.
Pendant plus de 10 ans, Swicord travaille sur l'adaptation à l'écran de L'Étrange Histoire de Benjamin Button, d'après la nouvelle éponyme de F. Scott Fitzgerald issue du recueil de nouvelles Tales of the Jazz Age, publié en 1922,. Le projet est développé par le producteur Ray Stark pendant 20 ans avant qu'elle ne commence à travailler sur le scénario. Swicord dit que l'adaptation de la nouvelle est si libre qu'elle estime que son travail est presque devenu un scénario original. Le scénario a eu une très longue période de développement à Hollywood et est attaché à de nombreux réalisateurs, acteurs et studios. Le dernier réalisateur du film, David Fincher, embauche Eric Roth, qui réécrit une grande partie du script original de Swicord,.

### Projets non-produits
- The Rivals : centré sur Eleonora Duse et Sarah Bernhardt[13]
- The Mermaids Singing : d'après la nouvelle The Mermaids Singing de Lisa Carey[13],[20],[21],[22]
- The Jane Prize : centré sur une famille spécialiste de Jane Austen[11],[13]

## Vie privée
En 1984, Swicord épouse le scénariste Nicholas Kazan, fils du réalisateur Elia Kazan, avec qui elle a deux filles, les actrices Zoe Kazan et Maya Kazan,.

## Filmographie

### Scénariste
- 1980 : Cuba Crossing
- 1987 : The Disney Sunday Movie : You Ruined My Life (saison 31, épisode 16)
- 1989 : Shag (en)
- 1994 : Les Quatre Filles du docteur March  (Little Women)
- 1995 : La Famille Perez (The Perez Family)
- 1996 : Matilda
- 1998 : Les Ensorceleuses  (Practical Magic)
- 2005 : Mémoires d'une geisha  (Memoirs of a Geisha)
- 2007 : Lettre ouverte à Jane Austen (The Jane Austen Book Club)
- 2008 : L'Étrange Histoire de Benjamin Button (The Curious Case of Benjamin Button) (histoire uniquement)
- 2016 : La Promesse (The Promise)
- 2016 : Wakefield

### Réalisatrice
- 1993 : The Red Coat (court métrage)
- 2007 : Lettre ouverte à Jane Austen (The Jane Austen Book Club)
- 2016 : Wakefield

### Productrice
- 1994 : Les Quatre Filles du docteur March  (Little Women)
- 1995 : La Famille Perez (The Perez Family)
- 1996 : Matilda
- 1998 : Les Ensorceleuses  (Practical Magic)

## Théâtre
- 1979 : Last Days at the Dixie Girl Café
- 1984 : Criminal Minds